# Kenwyne Jones
Kenwyne Joel Jones (født 5. oktober 1984) er en tidligere fodboldspiller fra Trinidad og Tobago. Han spillede gennem karrieren blandt andet for de engelske klubber Southampton, Sunderland og Stoke.